# Język arabela
Język arabela, także: chiripuno, chiripunu – wymierający język należący do grupy języków zaparo, używany przez Indian Záparo, zamieszkujących dwie wioski w północno-wschodnim Peru nad rzeką Arabelą.
W 2002 roku około 50 osób używało języka arabela.